# Alessandro di Lincoln
Alessandro di Lincoln (... – febbraio 1148) è stato un vescovo cattolico inglese.
Nipote di Roger di Salisbury, fu vescovo di Lincoln dal 1123 fino alla sua morte.

## Biografia
Formatosi a Laon, Alessandro fu arcidiacono nella diocesi dello zio all'inizio degli anni 1120. Diversamente dai suoi parenti, non ebbe incarichi governativi prima della sua nomina a vescovo di Lincoln nel 1123. Alessandro divenne un assiduo frequentatore della corte di re Enrico dopo la sua nomina a vescovo, spesso esaminando documenti del regno, ed esercitò la giustizia in nome del re nel Lincolnshire.
Sebbene fosse noto per il suo stile di vita lussurioso e ostentante, fondò numerose case di religiosi nella sua diocesi e fu un attivo costruttore e un mecenate delle lettere. Partecipò inoltre a sinodi e riorganizzò la propria diocesi aumentando il numero di arcidiaconati e istituendo prebende per sostenere il clero della cattedrale. Sotto il successore di re Enrico, Stefano, Alessandro fu colto in fallo per favori fatti alla sua famiglia nel 1139 e fu imprigionato con lo zio Roger. Di conseguenza sostenne per breve tempo la rivale di Stefano, l'Imperatrice Matilde, ma alla fine degli anni 1140 lavorò ancora con Stefano.
Trascorse gran parte degli ultimi anni 1140 presso la corte del Papa a Roma, ma morì in Inghilterra nel febbraio del 1148.
Durante il suo episcopato egli diede inizio alla ricostruzione della sua cattedrale, che era stata danneggiata da un incendio verso il 1141. Alessandro fu il mecenate dei cronisti medievali Enrico di Huntingdon e Goffredo di Monmouth e fu anche mecenate ecclesiastico degli eremiti Christina di Markyate e Gilberto di Sempringham, fondatore dei gilbertini.

## Genealogia episcopale
La genealogia episcopale è:
- Arcivescovo Robert di Jumièges
- Vescovo Guglielmo il Normanno
- Arcivescovo Lanfranco di Canterbury
- Arcivescovo Tommaso di York
- Arcivescovo Anselmo d'Aosta
- Vescovo Richard de Belmeis
- Arcivescovo William de Corbeil
- Vescovo Alessandro di Lincoln